# 小出茂樹
小出 茂樹（こいで しげき、1951年または1952年 - ）は、日本の地方公務員。愛知県防災局長、同県農林水産部長を歴任。瑞宝小綬章受章。

## 人物・経歴
愛知県立津島高等学校卒業。愛知県庁採用、2008年 (平成20年) 4月 石川光博の後任として防災局長、2010年4月 同職を中野秀秋と交代し永田清の後任として農林水産部長。同県は工業のイメージが強いが農業生産額も高く、工業と農業のバランスが取れている県である認知度向上に取り組んだ。2011年1月 同県豊橋市の養鶏場で死んだ鶏を高病原性鳥インフルエンザの感染と認定した際には農林水産省と連携し異例のスピードで対応した。2012年3月 中野幹也を後任として同職退任、愛知県庁を定年退職。

## その他役職
- 一般財団法人名古屋コーチン協会 顧問[9]
- 愛知県漬物協会 参与[10]

## 栄典
2022年4月 令和4年春の叙勲で地方自治功労により瑞宝小綬章を受章